# Porat
Porat (hebrejsky פּוֹרָת, doslova „Úrodná“, v oficiálním přepisu do angličtiny Porat) je vesnice typu mošav v Izraeli, v Centrálním distriktu, v Oblastní radě Lev ha-Šaron.

## Geografie
Leží v nadmořské výšce 58 metrů na pomezí hustě osídlené a zemědělsky intenzivně využívané pobřežní nížiny, respektive Šaronské planiny, a kopcovitých oblastí podél Zelené linie oddělujících vlastní Izrael v mezinárodně uznávaných hranicích od okupovaného Západního břehu Jordánu.
Obec se nachází 11 kilometrů od břehu Středozemního moře, cca 28 kilometrů severovýchodně od centra Tel Avivu, cca 60 kilometrů jižně od centra Haify a 10 kilometrů jihovýchodně od města Netanja. Porat obývají Židé, přičemž osídlení v tomto regionu je etnicky smíšené. Západním směrem v pobřežní nížině je osídlení ryze židovské. Na jih a východ od mošavu ovšem leží téměř souvislý pás měst a vesnic obývaných izraelskými Araby - takzvaný Trojúhelník. Konkrétně jde o města Kalansuva, Tajbe a Tira. 5 kilometrů od vesnice probíhá navíc Zelená linie a za ní stojí arabské (palestinské město) Tulkarm.
Porat je na dopravní síť napojen pomocí lokální silnice číslo 553.

## Dějiny
Porat byl založen v roce 1950. K vzniku obce došlo 17. dubna 1950. Zakladateli mošavu byli židovští přistěhovalci z Libye a severní Afriky. Vesnice je pojmenována podle biblického citátu z Knihy Genesis 49,22 - „Josef, toť mladý plodonosný štěp“
Správní území obce dosahuje 3000 dunamů (3 kilometry čtvereční). Místní ekonomika je založena na zemědělství (pěstování citrusů a květin, chov drůbeže).

## Demografie
Podle údajů z roku 2014 tvořili naprostou většinu obyvatel v Porat Židé (včetně statistické kategorie "ostatní", která zahrnuje nearabské obyvatele židovského původu ale bez formální příslušnosti k židovskému náboženství).
Jde o menší sídlo vesnického typu s dlouhodobě rostoucí populací. K 31. prosinci 2014 zde žilo 1187 lidí. Během roku 2014 populace stoupla o 1,7 %.
| Rok            | 1961 | 1972 | 1983 | 1995 | 2001 | 2003 | 2004 | 2005 | 2006 | 2007 | 2008 | 2009 | 2010 | 2011 | 2012 | 2013 | 2014 |
| -------------- | ---- | ---- | ---- | ---- | ---- | ---- | ---- | ---- | ---- | ---- | ---- | ---- | ---- | ---- | ---- | ---- | ---- |
| Počet obyvatel | 741  | 817  | 575  | 672  | 898  | 925  | 974  | 1010 | 1027 | 1065 | 1119 | 1105 | 1129 | 1173 | 1181 | 1167 | 1187 |